# MG5
MG5 (позначення виробника — HK121) — кулемет загального призначення калібру НАТО 7,62×51 мм, розроблений німецькою компанією Heckler & Koch на основі MG4.

## Історія
Робота над створенням HK121 розпочалась одразу після створення ручного кулемета MG4, перший прототип якого був вперше показаний як MG 43 на виставці MILIPOL 2001 в Парижі в 2001 році. Один з перших прототипів HK121 був показаний на святкуванні 14-го «дня піхоти» в липні 2010 року в Хамельбурзі.
В червні 2013 року міністерство оборони Німеччини розмістило замовлення на виготовлення щонайменше 7114 і щонайбільше 12733 одиниць HK121 (MG5) вартістю €118-240 млн. Перша партія мала поступати на озброєння наприкінці липня 2015 року, але через технічні проблеми початок надходжень був відкладений на 2016 рік.

## Механізм
Автоматична дія HK121 основана на відведенні порохових газів. Кулемет створений для набоїв 7,62×51 мм НАТО. Довжиною до 1165 мм та вагою до 12 кг (в залежності від модифікації) зовнішньо HK121 схожий на MG4. Запобіжник та перемикач вогню доступні з обох боків, цілик швидкознімний, замість нього на планку Пікатінні MIL-STD-1913 можливо встановлення різних прицілів та додаткових приладів. Ствол має рукоятку для носіння зброї, завдяки ній ствол можна швидко міняти голими руками.
Живлення кулемета з патронної ленти, що може подаватись з барабанного магазина від MG3 (до 50 набоїв), або з окремої коробки. HK121 сумісний з лафетом від MG-3.

## Модифікації
HK121 випускається в декількох модифікаціях:
- HK121 EBW (Einbauwaffe): Для установки на FLW100, SPz Puma та іншу техніку.
- HK121 S (Spezialkräfte): З парним заступом.
- HK121 U (Universal).
- HK121 I (Infanterie).

## Оператори

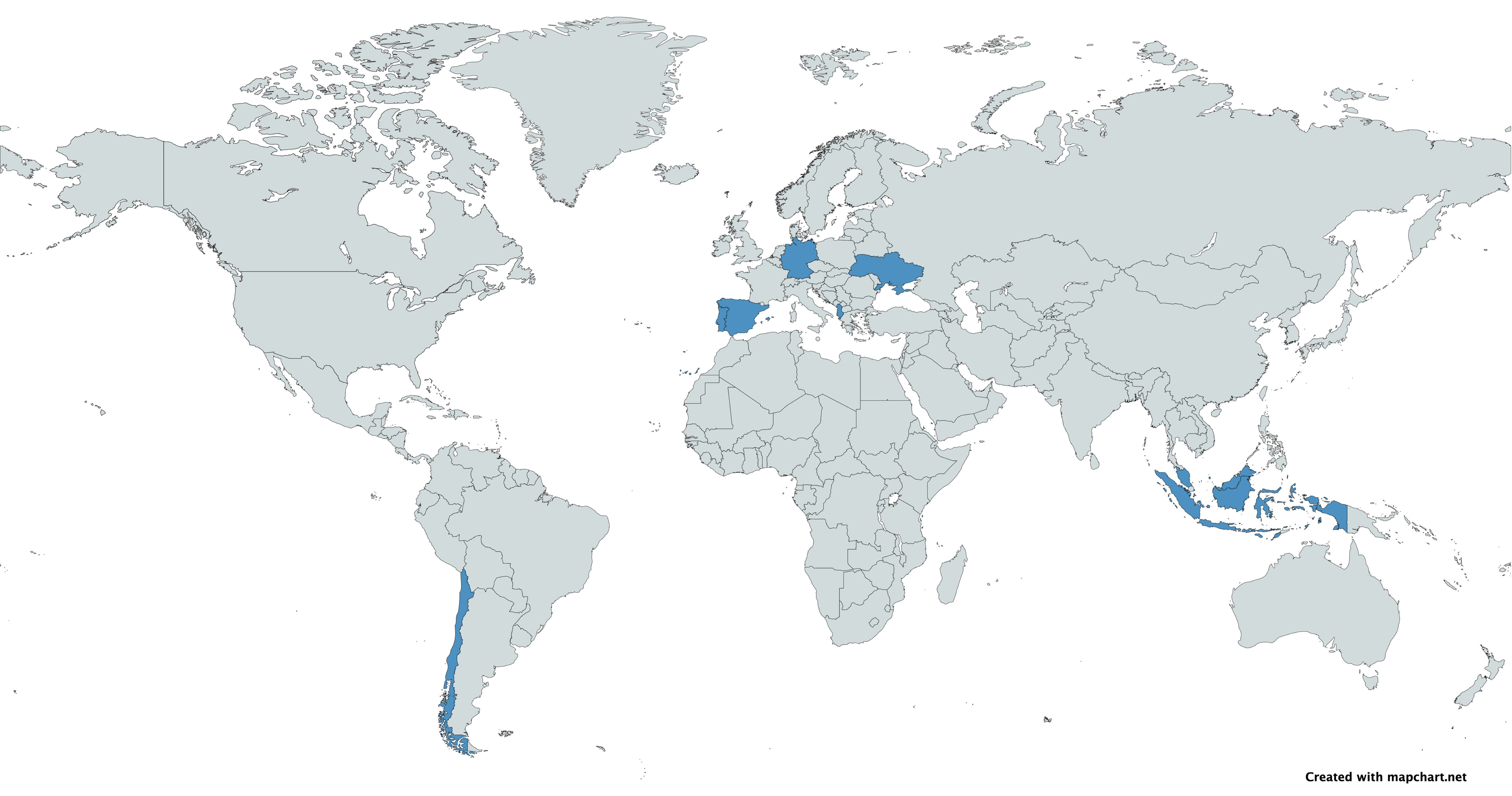
Мапа операторів кулемета

### Україна
350 одиниць було передано Німеччиною в рамках допомоги для відбиття російської агресії.